# Aphelocoma coerulescens
La ghiandaia della Florida (Aphelocoma coerulescens (Bosc, 1795)) è un uccello passeriforme appartenente alla famiglia Corvidae.

## Etimologia
Il nome scientifico della specie, coerulescens, deriva dal latino (sebbene tale vocabolo, anche nella sua variante caerulescens, non sia mai stato trovato in scritti latini) e significa "tendente al ceruleo", in riferimento alla livrea di questi uccelli.

## Descrizione

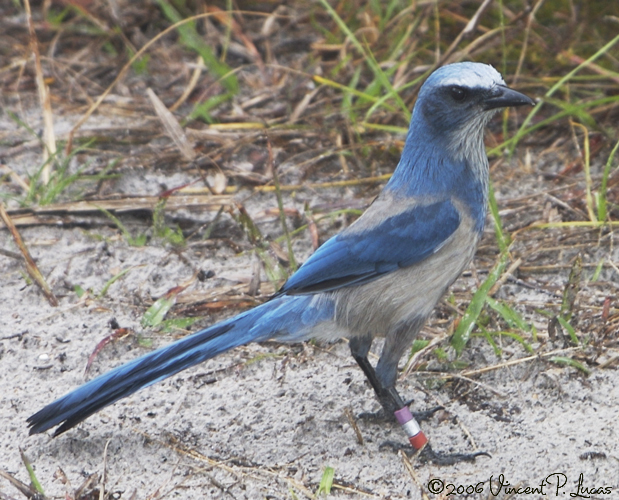
Esemplare a Osprey.

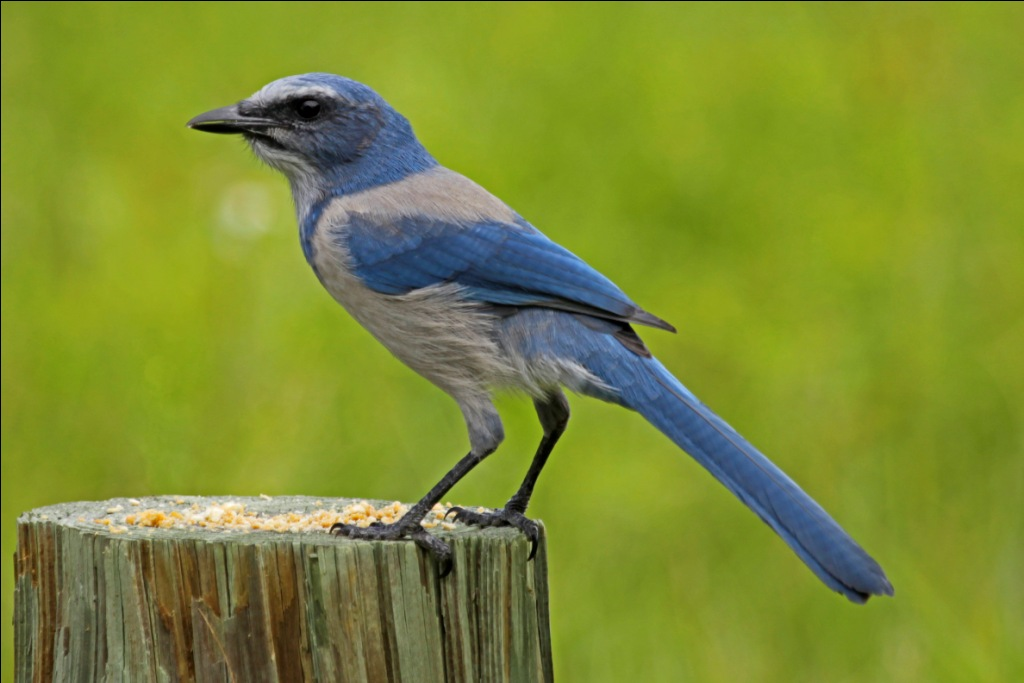
Esemplare a Merritt Island.

### Dimensioni
Misura 26 cm di lunghezza, per 66-92 g di peso: a parità d'età, le femmine sono leggermente più piccole rispetto ai maschi.

### Aspetto
Si tratta di uccelli dall'aspetto massiccio, muniti di grossa testa squadrata e appiattita, becco conico e massiccio dalla punta lievemente adunca, ali arrotondate e digitate, forti zampe e lunga coda (quasi la metà del totale) dall'estremità squadrata.
Il piumaggio si presenta di colore azzurro-bluastro su vertice, nuca, lati del collo, spalle, codione, coda, remiganti e copritrici: dai lati del becco all'area temporale è presente una mascherina di colore blu scuro che abbraccia pure le guance, sormontata da una sopracciglio biancastro, che si congiunge al biancastro della fronte.

La gola è di colore bianco sporco, delimitato inferiormente da una banda azzurra: il dorso, le ali, il petto, il ventre e i fianchi sono di colore grigio topo, con sfumature azzurre soprattutto dorsalmente, mentre il sottocoda è di colore biancastro.
Il becco e le zampe sono di colore nero, mentre gli occhi sono di colore bruno scuro.

## Biologia

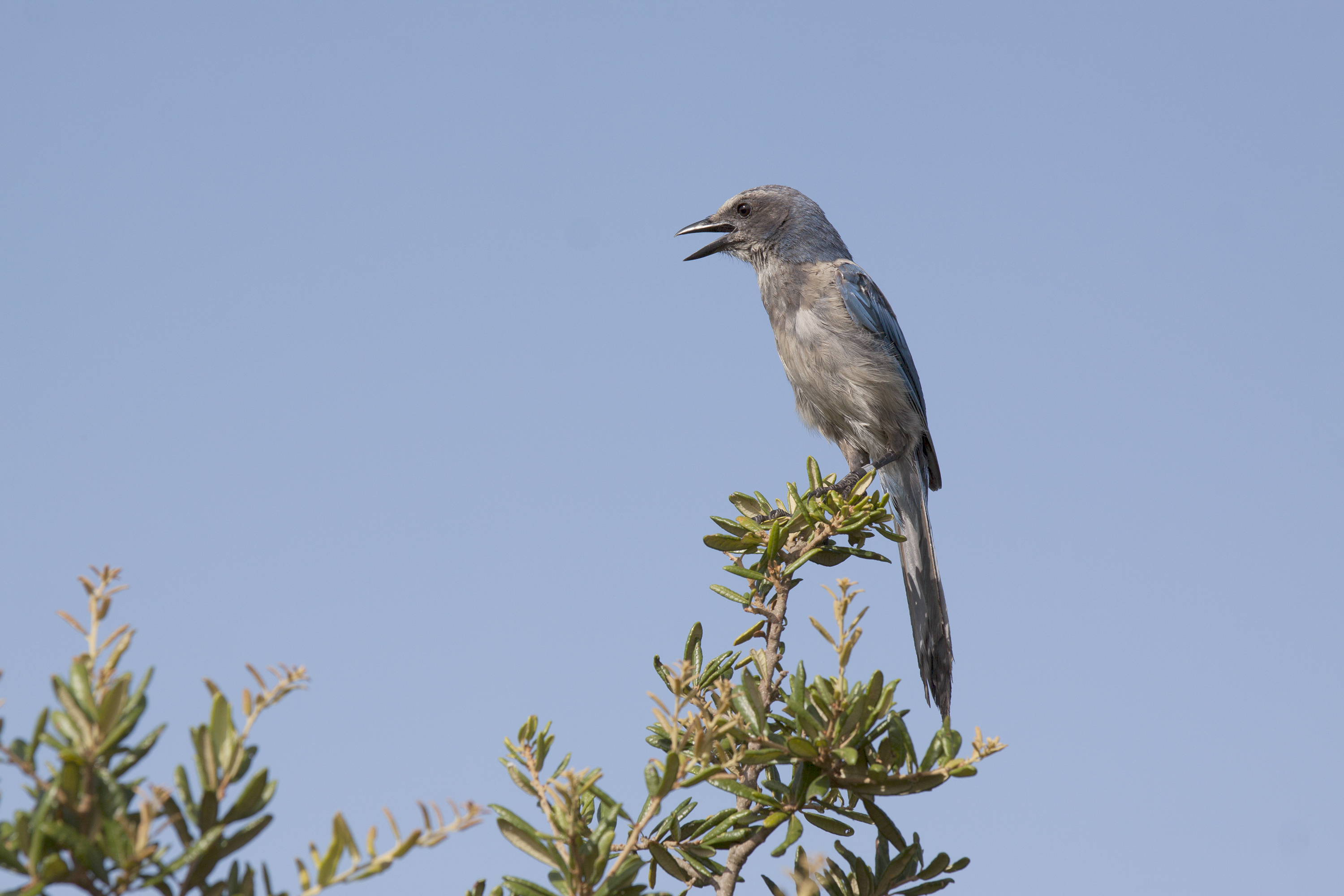
Esemplare vocalizza in natura.

La ghiandaia della Florida è un uccello dalle abitudini di vita diurne, che vive in gruppi a base familiare, formati da una coppia riproduttiva coi figli di alcune delle covate precedenti. Ciascun gruppo delimita un proprio territorio di 5-10 ettari, che provvede a difendere mediante un membro che rimane di vedetta da un punto elevato, avvertendo gli altri membri mediante rauchi richiami d'allarme.

All'interno di uno stormo vige una gerarchia che vede dominare i maschi riproduttivi, seguiti da quelli non riproduttivi e dalle femmine (anche in questo caso con dominanza degli esemplari riproduttivi su quelli non riproduttivi): alla morte del maschio dominante, il suo posto nelle gerarchie viene ereditato dal più anziano dei maschi non riproduttivi.
Le ghiandaie della Florida sono uccelli molto loquaci, che comunicano mediante una varietà di richiami pigolanti di diversa durata ed intensità: in caso di interazione aggressiva, l'animale (in particolar modo le femmine) è solito annuire con la testa durante l'emissione dei richiami.

### Alimentazione

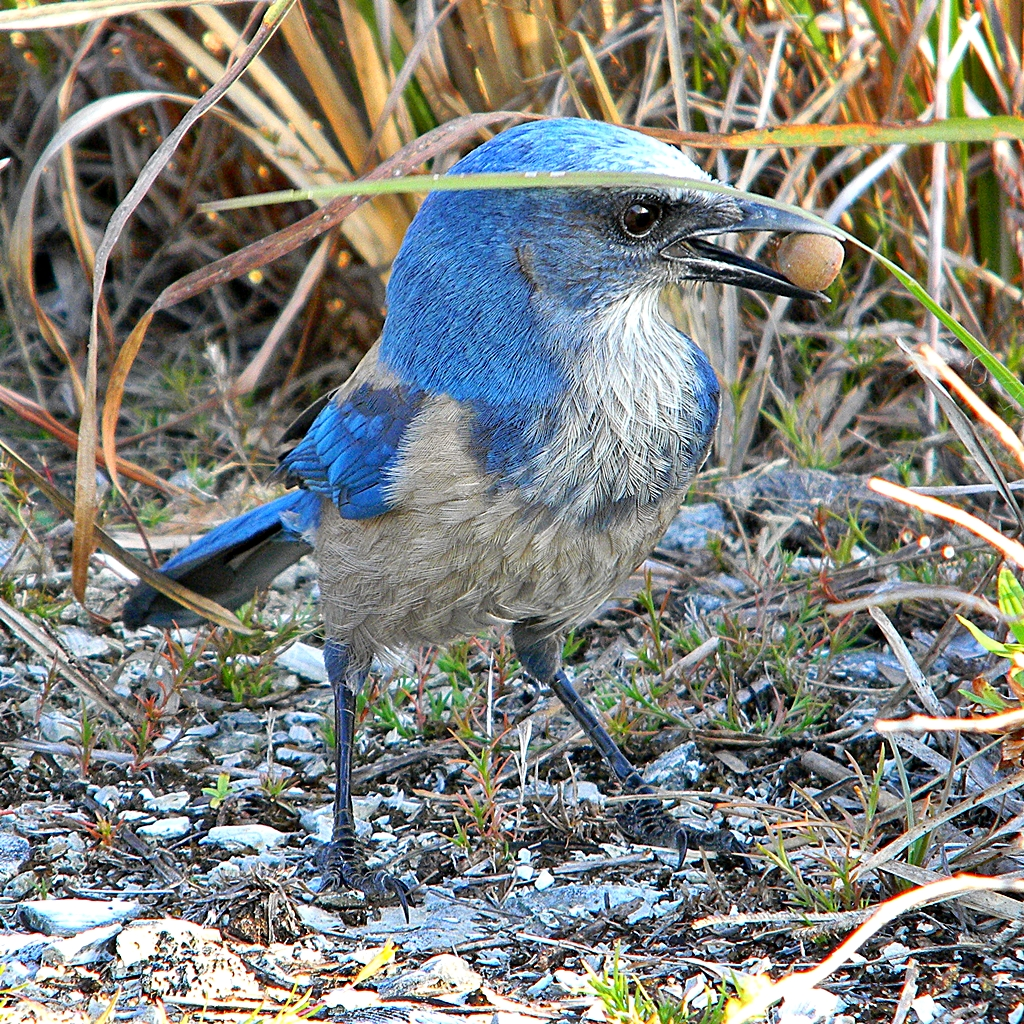
Esemplare si alimenta a North Palm Beach.

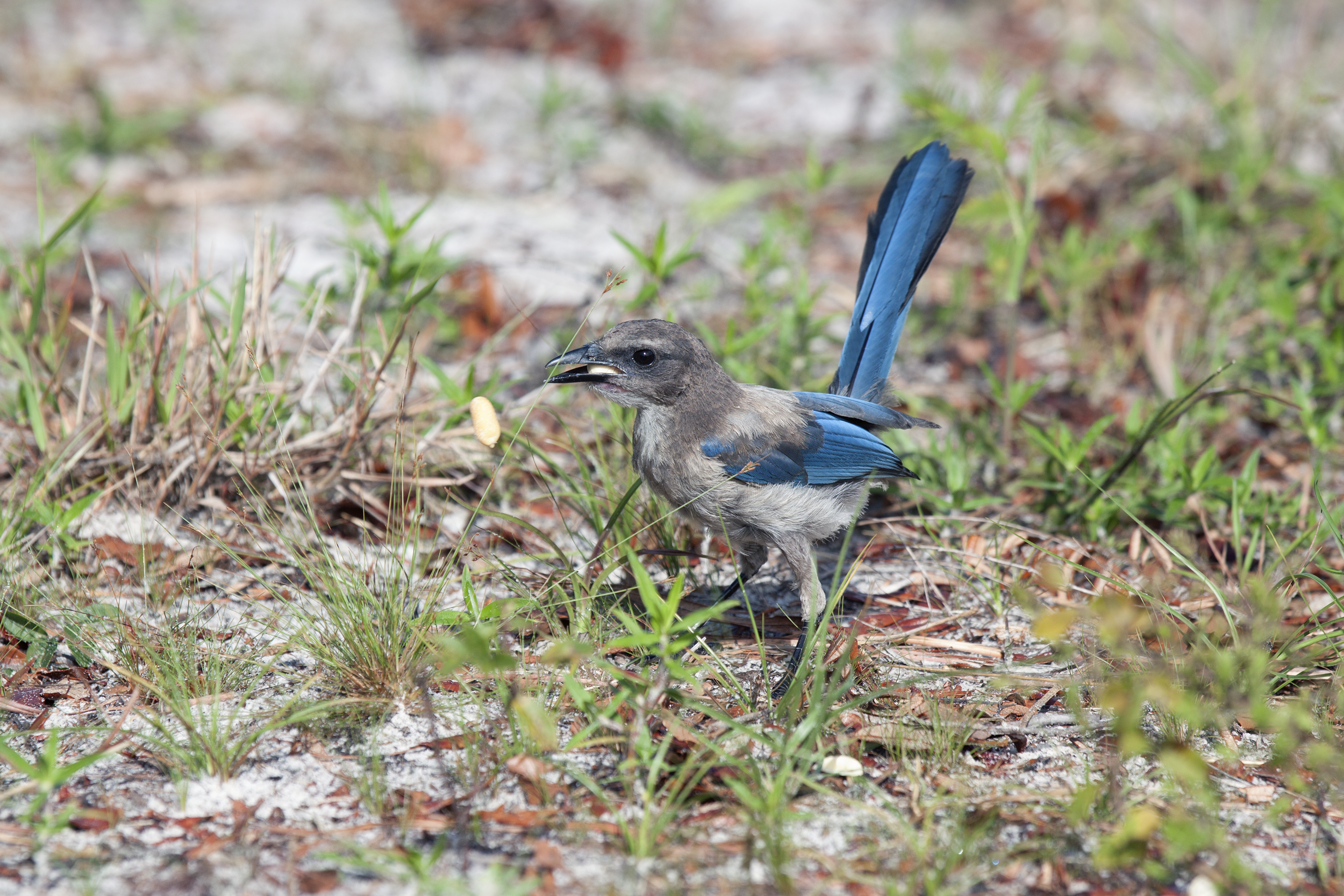
Giovane si alimenta al suolo in natura.

La ghiandaia della Florida è un uccello onnivoro ed opportunista, la cui alimentazione si basa su ciò che è disponibile al momento. Questi uccelli si cibano di un ampio range di cibi, sia di origine vegetale che animale: fra i cibi vegetali consumati vi sono ghiande, frutta, bacche e granaglie, mentre fra quelli di origine animale vi sono grossi insetti, larve, topolini, piccoli rettili (fra cui anche serpenti, che vengono predati in coppia) e anfibi.

Similmente agli altri corvidi, le ghiandaie della Florida depredano i nidi degli altri uccelli per cibarsi di uova e nidiacei: sebbene questi animali solo raramente attuino questo comportamento, non è invece infrequente che durante il periodo riproduttivo dei gruppi di ghiandaie della Florida saccheggino i nidi di coppie di altri gruppi, con alcuni esemplari che attirano i genitori lontano dal nido mentre altri distruggono la nidiata.

Le ghiandaie della Florida sono inoltre assidue frequentatrici delle mangiatoie situate nei giardini, ricavando il cibo anche dai rifiuti.
Come molti corvidi, questi uccelli sono soliti sotterrare il cibo in eccesso in buchi del terreno durante i mesi estivi, per poi poterlo conservare durante il periodo invernale.

### Riproduzione

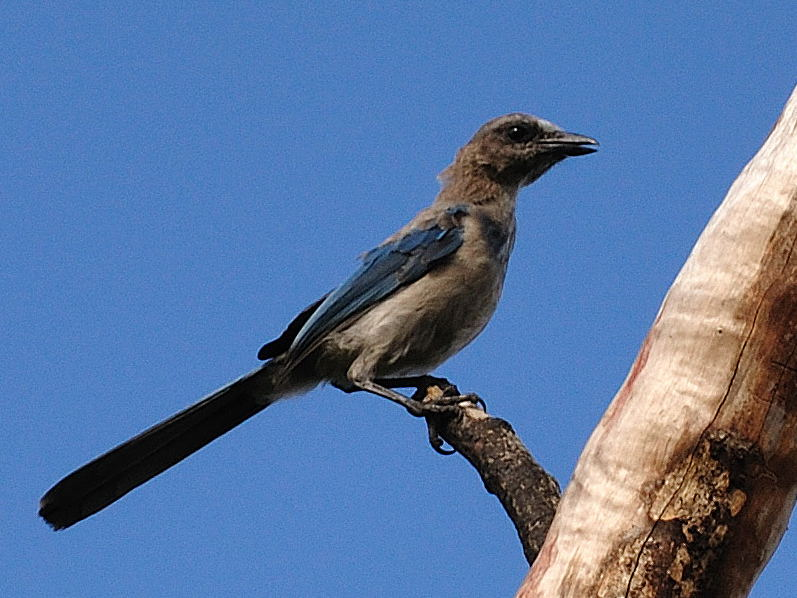
Giovane a Ocala.

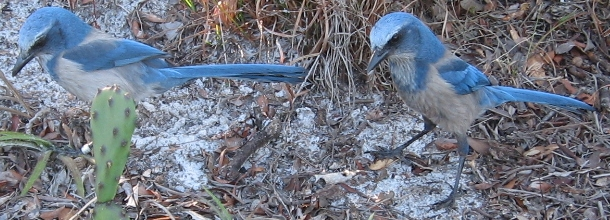
Due esemplari al suolo.

Si tratta di uccelli monogami, le cui coppie rimangono unite per la vita.
La stagione riproduttiva comincia in febbraio (anche prima in contesti urbani), con le coppie riproduttrici che si isolano temporaneamente per il corteggiamento (discreto e consistente in richiami e postura eretta da parte del maschio) e l'accoppiamento: ambedue i sessi in seguito rientrano nello stormo d'appartenenza per dare inizio alla nidificazione.

Il nido viene costruito dai due partner a 1-2 m dal suolo, in un cespuglio: esso presenta forma a coppa, è meno voluminoso rispetto a quanto osservabile nelle altre ghiandaie di boscaglia (18-20 cm di diametro), con la parte esterna edificata con rametti e fibre vegetali e quella interna foderata di materiale più soffice.

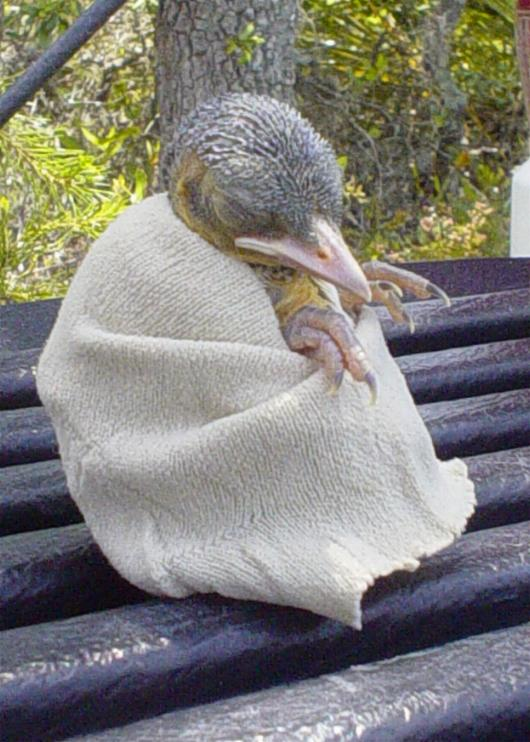
Nidiaceo nella contea di Polk.

All'interno del nido vengono deposte 2-5 uova di colore verdino, con screziature irregolari brunastre: esse vengono covate dalla sola femmina (col maschio che si occupa di nutrirla durante l'incubazione, ed assieme agli altri membri non riproduttivi dello stormo provvede a proteggerla da eventuali intrusi o predatori) per 16-18 giorni, al termine dei quali schiudono pulli ciechi e quasi completamente implumi.

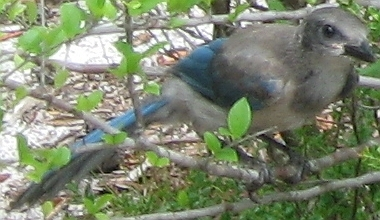
Giovane in natura.

I nidiacei vengono accuditi e imbeccati dalla sola femmina (a sua volta imbeccata dal maschio) per i primi giorni di vita, utilizzando quasi esclusivamente cibo di origine animale: in seguito, anche il maschio collabora attivamente alla loro alimentazione, e con lui fra i 2 e gli 8 aiutanti. Questi ultimi (in genere figli della coppia riproduttiva di covate precedenti, non riprodottisi), pur essendo generalmente già in grado di riprodursi, preferiscono aiutare la coppia riproduttiva, per aumentare in futuro le proprie possibilità di riprodursi con successo: durante l'opera di aiuto alla riproduzione, i livelli di testosterone degli animali calano.
I piccoli divengono in grado d'involarsi attorno alle tre settimane di vita: nonostante ciò, essi continuano a rimanere presso il nido natio ancora per altre tre settimane, ed anche dopo continuano a seguire i genitori nei loro spostamenti, chiedendo loro (sebbene sempre più sporadicamente) l'imbeccata, ancora per 10 settimane.

I maschi tendono a rimanere nel territorio natio, divenendo nelle stagioni successive aiutanti nella riproduzione dei genitori: le femmine, invece, una volta indipendenti tendono a disperdersi, entrando a far parte di altri stormi.
La speranza di vita della ghiandaia della Florida in natura è di circa 5 anni, mentre in cattività questi uccelli raggiungono gli 11 anni di vita.

## Distribuzione e habitat

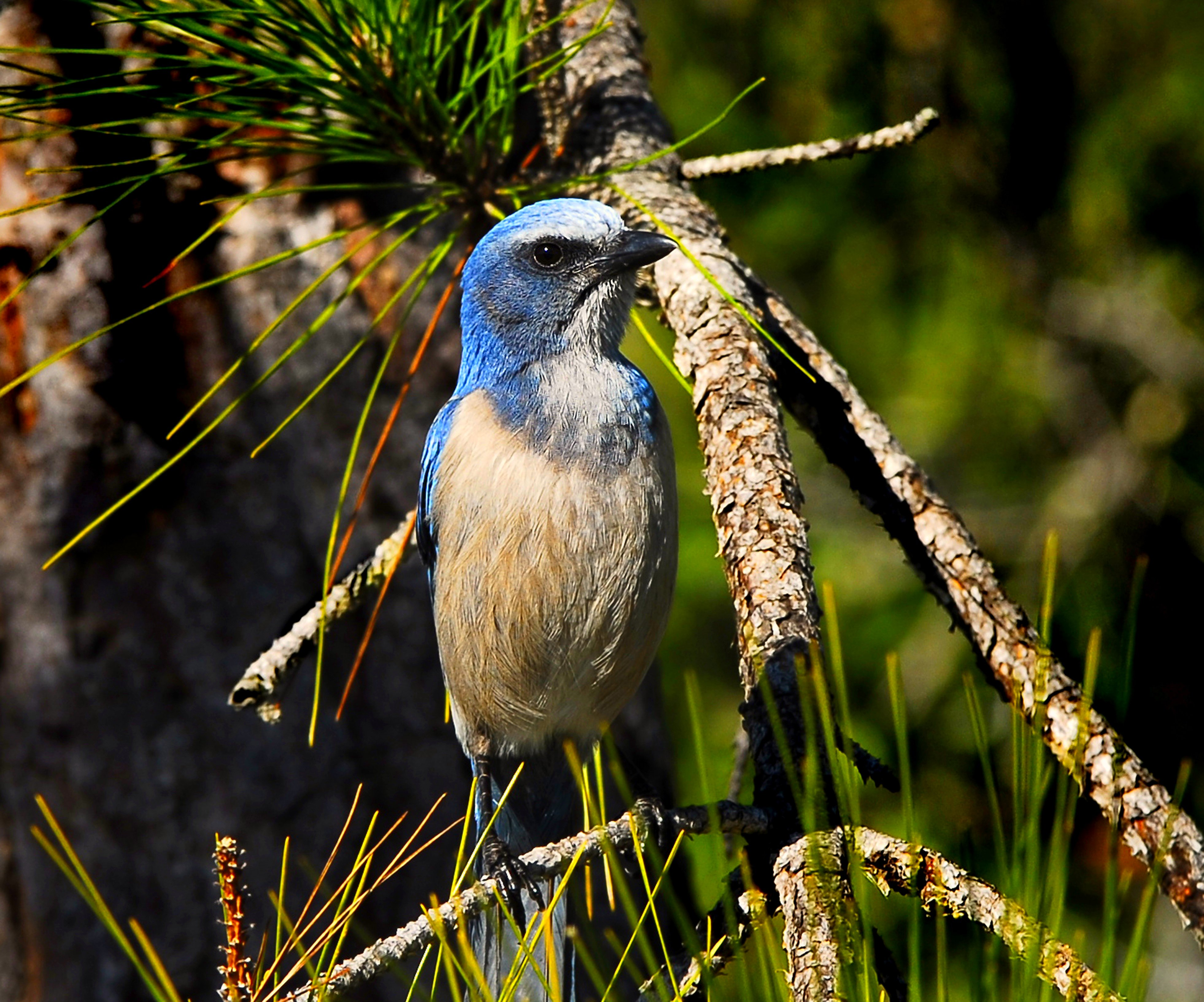
Esemplare a Port St. John.

Come intuibile dal nome comune, la ghiandaia della Florida è endemica della penisola della Florida, della quale popola in maniera piuttosto discontinua un areale compreso grossomodo fra le contee di Flagler, Marion e Citrus a nord e le contee di Collier, Glades e Palm Beach a sud.

Questi animali sono stanziali nel loro areale di residenza, compiendo spostamenti che spaziano al massimo di un raggio di 17 (per i maschi)-38 (per le femmine) km dal luogo di nascita.
Questi uccelli sono perfettamente adattati alla vita nell'ambiente secco e sabbioso del cosiddetto "Florida scrub", caratterizzato da suolo povero e da frequente siccità ed incendi.

L'habitat d'elezione di questi uccelli è rappresentato dalle aree di foresta secondaria a predominanza di querce, con presenza di ampie radure sabbiose a copertura cespugliosa: questi uccelli colonizzano inoltre senza problemi le aree urbane e suburbane, mentre tendono ad evitare quelle troppo densamente alberate e le pinete.